# トヨタカローラ鳥取
トヨタカローラ鳥取株式会社（トヨタカローラとっとり）は、鳥取県米子市に本社を置く、トヨタカローラ店を展開するトヨタ自動車のディーラーである。

## 店舗
- 米子店（本社）：米子市東福原2-19-58
- 鳥取店：鳥取市安長198
- 桜ヶ丘店：鳥取市正蓮寺45-10
- 倉吉店：倉吉市清谷町2-99
- 境港店：境港市蓮池町59-4

## 鳥取県内の他のトヨタ車販売店
- 鳥取トヨタ自動車株式会社
- 鳥取トヨペット株式会社（神戸トヨペットグループ）
- ネッツトヨタ鳥取株式会社（旧：ネッツトヨタ山陰）